# Мену, Жак-Франсуа
Жак-Франсуа де Мену, барон де Буссе, часто называемый просто Мену (фр. Jacques-François de Menou, baron de Boussay; 3 сентября 1750 — 13 августа 1810), впоследствии Абдалла Мену — французский дивизионный генерал, последний главнокомандующий Египетской армией.

## Биография
Родился 3 сентября 1750 года в Буссе-де-Лош, в Турени в старинной дворянской семье. Отец — Рене Франсуа, маркиз де Мену (1695—1765), мать — Мари Шарлотт де Мену (1717—1767)
Ещё перед наступлением Великой французской революции он имел чин лагерного маршала (бригадира), был избран своей провинцией представителем дворянства. Вступив в революционную армию, Мену с 21 октября командовал 12-м егерским полком.

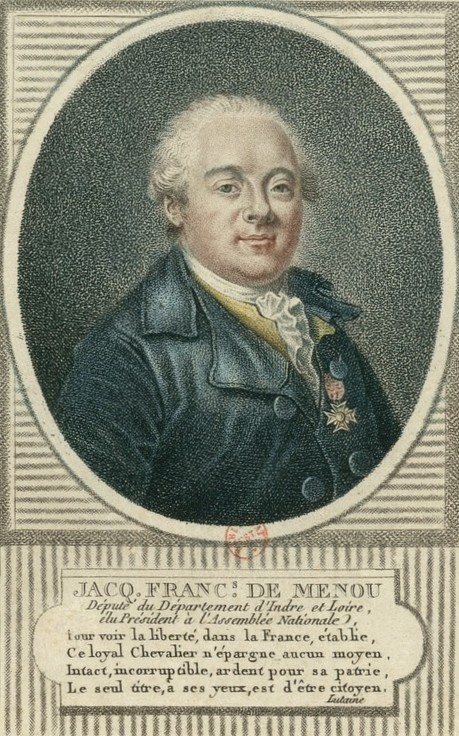
Жак-Франсуа де Мену, 1790 год

Будучи членом и докладчиком военного комитета Директории, он предложил преобразование армии, добился повышения окладов войскам. В 1791 году по представлению Мену вооружена была вся национальная гвардия во Франции; отдано повеление сделать рекрутский набор в 100 000 человек и произвести в генералы 10 штаб-офицеров. После бегства короля в Варенн Мену всеми силами противился уменьшению королевской власти и сделал всё возможное для восстановления важности престола.
По окончании в 1792 году народного сейма Мену в чине бригадного генерала (с 8 мая 1792 года) был назначен вторым начальником войск, собранных в лагере под Парижем. В следующем году он сражался против шуанов в Вандее и получил несколько ран. За отличие был 15 мая 1793 года произведён в дивизионные генералы.
Несмотря на то, Робеспьер обвинил его как противника революции, но за него стоял Барер, и обвинение было снято. При восстании предместья св. Антония против конвента Мену командовал линейными войсками, одолел бунтовщиков, но воспротивился приказанию зажечь предместье. В награду он получил главное командование над внутренней армией. При подобном восстании городской части Лепеллетье его ничем не могли заставить атаковать национальную гвардию, которая, невзирая на неоднократные приказания сложить оружие, готовилась к упорной защите. Вместо того, чтобы употребить силу, Мену вступил с ней в переговоры, и за это на следующий день был арестован и предан военному суду.
На этот раз генерал Бонапарт своей решительностью в Конвенте спас его от преследования. Восстание утихло, а Мену, хоть и был оправдан, но отправился в отставку, в которой находился до экспедиции в Египет.
Назначенный генералом Бонапартом дивизионным командиром, Мену отличился при занятии Александрии, но вообще показывал более личную храбрость, нежели способности к командованию.
В Розетте он женился на дочери богатого турка (Zobeïda El Bahouad), из-за чего был впоследствии обвинён в исповедовании мусульманства, чему содействовали принятие им имени Абдаллы. Но истинность этого обвинения никогда не была доказана. В июле 1800 года у Мену родился сын Жак Мурад Солиман (Jacques Mourad Soliman).
После убийства Клебера Мену получил как старший генерал главное командование над Египетской армией, но не располагал популярностью своего предшественника и нажил себе много врагов крайне плохим управлением. 21 марта 1801 года англичане в числе 16 000 человек под командованием Эберкромби высадились на берег возле Александрии. Мену выступил против них, но был совершенно разбит и 30 марта вынужден капитулировать, вследствие чего оставил Египет с остатками французской армии. Эберкромби получил смертельную рану в том сражении и умер 28 марта.
Возвратившись во Францию, Мену был принят Первым консулом, получил в командование войска в Пьемонте, 14 июня 1804 года назван великим офицером ордена Почётного легиона. С 1805 года Мену командовал войсками в Тоскане. Впоследствии Наполеон перевёл его в том же качестве в Венецию, где Мену умер 13 августа 1810 года.
Впоследствии его имя было выбито на Триумфальной арке в Париже.

## Образ в кино
- «Наполеон» (немой, Франция, 1927) — актёр Генри Бонваллет[англ.]